# 菲利普·雷诺
菲利普·雷诺（法語：Philippe Renaud，1962年11月23日—），法国男子皮划艇运动员。他曾代表法国参加1984年和1988年夏季奥林匹克运动会皮划艇比赛，其中1988年奥运会获得一枚铜牌。